# سوسن جرماني
السوسن الجرماني أو السوسن الأزرق أو عرق الطيب أو ايرس ألماني أو إيريسا أو كف الصباغ أو زنبق أزرق (باللاتينية: Iris germanica) هو أحد أنواع السوسن من الفصيلة السوسنية.

## الموئل والانتشار
ينتشر في مناطق كثيرة من العالم منها بلاد الشام.

## الوصف النباتي
النبات معمر ينتشر بالجذامير.